# Sunken Road Cemetery (Boisleux-Saint-Marc)
Sunken Road Cemetery (Boisleux-Saint-Marc) is een begraafplaats gelegen in de Franse plaats Boisleux-Saint-Marc (Pas-de-Calais). De militaire graven worden onderhouden door de Commonwealth War Graves Commission.
De begraafplaats telt 418 geïdentificeerde graven waarvan 414 Gemenebest graven uit de Eerste Wereldoorlog and 4 overige graven uit de Eerste Wereldoorlog.